# Pandemia de COVID-19 en Santa Cruz (Argentina)
La pandemia de COVID-19 en Santa Cruz originada por la especie SARS-CoV-2, cuya propagación se produjo principalmente en la capital de la provincia, Río Gallegos, inició el 17 de marzo de 2020. Hasta noviembre de 2021, se registraron más de 59 mil casos, con un saldo total de 983 personas fallecidas, entre quienes se detectaron distintas cepas del virus. 

## Cronología

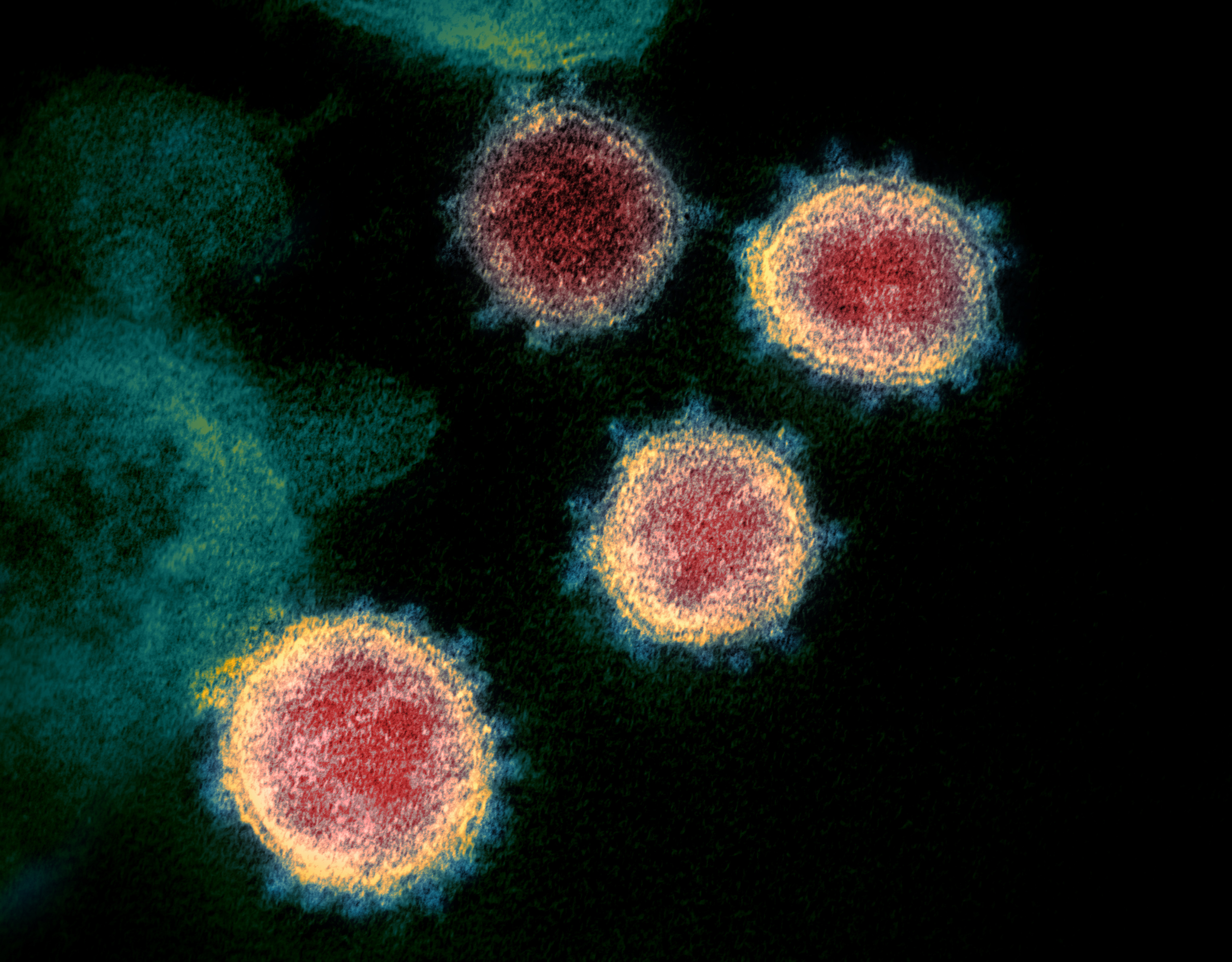
Imagen del SARS-CoV-2 captada a través de un microscopio electrónico de transmisión del Instituto Nacional de Alergias y Enfermedades Infecciosas.

### Brote inicial, crecimiento exponencial y primera ola
Casos sospechosos
Las primeras sospechas de contagio en la provincia se reportaron el 26 de febrero, cuando una mujer de 77 años, originaria de Milán, Italia (en ese entonces principal foco de la pandemia a nivel mundial junto con China) presentó tos seca mientras se encontraba visitando el Glaciar Perito Moreno. El protocolo fue inmediatamente activado y la paciente afirmó presentar días antes febrícula y tos seca. El guía del contingente conformado por 14 personas, todas de nacionalidad italiana anunció esto a las autoridades competentes y una doctora a cargo notificó al Hospital SAMIC, tras la sintomatología reportada por la mujer, siendo posteriormente transferida a través de una ambulancia hacia el Centro de Salud de El Calafate, bajo estrictas medidas de bioseguridad. Ya en el Hospital SAMIC se le tomó un examen mediante la técnica de la inmunofluorescencia, descartando tener COVID-19, sino un adenovirus, lo que representaba un menor riesgo. Las muestras fueron enviadas al Instituto Malbrán, donde se conocería el resultado final, mientras que la mujer permaneció en observación en una sala personal del nosocomio a la vez que el personal tomaban medidas de precaución ante el posible contagio.
Primeros casos
El 17 de marzo, en horas de la tarde, El Ministerio de Salud y Ambiente de Santa Cruz confirma el primer caso de coronavirus en la provincia de Santa Cruz. Se trataba de un francés de 77 años que regresó de un viaje a Francia. El resultado positivo fue emitido por el Instituto Malbrán, juntamente a otros casos correspondientes a la localidad de El Calafate. El diario La Opinión Austral logró confirmar que el extranjero se encontraba internado en el Hospital SAMIC desde el pasado viernes trece, además que el grupo con el que llegó a la ciudad se encuentra en aislamiento preventivo en el hotel donde estaban alojados. Hasta el 22 de marzo, la provincia continuaba con un caso confirmado, además de otras 737 personas en aislamiento (314 en Río Gallegos, 60 en Pico Truncado, 55 en Las Heras, 52 en El Chaltén, 47 en Caleta Olivia, 42 en Río Turbio, 39 en Perito Moreno, 32 en San Julián, 20 en Veintiocho de Noviembre, 18 en un establecimiento hotelero del sur de la provincia, 14 en Los Antiguos, 11 en Puerto Deseado, 9 en Puerto Santa Cruz, 8 en El Calafate, 6 en Lago Posadas, 5 en Gobernador Gregores, 4 en Jaramillo, 1 en Piedra Buena). El 24 de marzo, en el parte diario sobre la situación del COVID-19 del Ministerio de Salud de la Nación, en simultáneo con la presentación del reporte cotidiano del Ministerio de Salud y Ambiente de Santa Cruz reportaron sobre un caso positivo adicional. Se trataba de una paciente de 39 años quien se encontraba en Puerto San Julián.

### 2021: Resurgimiento de una segunda ola
El 4 de noviembre, el Ministerio de Salud y Ambiente de Santa Cruz reconoció que se había registrado el primer caso de la variante delta en la circunscripción. Se trataba de una persona procedente de la provincia de La Pampa, quien circuló por la provincia de Buenos Aires y arribó a Puerto Santa Cruz a mediados de octubre. El investigado presentó síntomas relacionados con la COVID-19 y se le realizó un hisopado para posteriormente remitir la muestra al Instituto Malbrán. Tras resultar positivo, el paciente fue trasladado al Hospital de Caleta Olivia por presentar comorbilidades y su familia permanece en aislamiento.

## Respuesta del gobierno

### Situación epidemiológica
|                                                                                |                        | 1883-2021             | [ 8 ]  |
|                                                                                |                        | [ ]                   | [ 9 ]  |
|                                                                                |                        | [ ]                   | [ 10 ] |
|                                                                                |                        | [ ]                   |        |
|                                                                                |                        | [ ]                   | [ 11 ] |
|                                                                                |                        | [ ]                   | [ 12 ] |
| \| Nivel de alerta: Bajo \| Nivel de alerta: Medio \| Nivel de alerta: Alto \| |                        |                       |        |
| Nivel de alerta: Bajo                                                          | Nivel de alerta: Medio | Nivel de alerta: Alto |        |

## Impacto

### Social
Tras la difusión mediática del primer caso confirmado de COVID-19 en la provincia, el 19 de marzo, la situación generó una fuerte histeria colectiva entre los consumidores por lo que se registraron largas colas en diversas farmacias y supermercados de la jurisdicción ya que la población buscaba abastecerse principalmente de alcohol en gel, papel higiénico, azúcar, aceite y otros productos de necesidad básica. Hasta ese entonces 296 personas permanecían en aislamiento por recomendación sanitaria y otros tres extranjeros hacían lo mismo en el Gimnasio Municipal "17 de Octubre" de Río Gallegos, un alemán, una italiana de 33 años y un austríaco de 37 años.

### Educación
2020
2021
2022

## Estadísticas

### Según departamento
| Provincia         | Ministerio de Salud (Act. 4 jun. 2022) | Ministerio de Salud (Act. 4 jun. 2022) | Ministerio de Salud y Ambiente (Act. 18 jul. 2022) | Ministerio de Salud y Ambiente (Act. 18 jul. 2022) |
| Provincia         | Casos                                  | Muertos                                | Muertos                                            |                                                    |
| ----------------- | -------------------------------------- | -------------------------------------- | -------------------------------------------------- | -------------------------------------------------- |
| Güer Aike         | 34 894                                 | 521                                    |                                                    |                                                    |
| Deseado           | 31 579                                 | 378                                    |                                                    |                                                    |
| Lago Argentino    | 9592                                   | 71                                     |                                                    |                                                    |
| Lago Buenos Aires | 4231                                   | 33                                     |                                                    |                                                    |
| Magallanes        | 3256                                   | 24                                     |                                                    |                                                    |
| Corpen Aike       | 2950                                   | 18                                     |                                                    |                                                    |
| Río Chico         | 1870                                   | 7                                      |                                                    |                                                    |
| Sin definir       | 148                                    | 3                                      |                                                    |                                                    |
| Total             | 88 094                                 | 1091                                   |                                                    |                                                    |
| Fuente(s):        |                                        |                                        |                                                    |                                                    |
| Nota(s):          |                                        |                                        |                                                    |                                                    |